# Caubon-Saint-Sauveur
Pour les articles homonymes, voir Caubon.
Caubon-Saint-Sauveur est une commune du Sud-Ouest de la France, située dans le département de Lot-et-Garonne, en région Nouvelle-Aquitaine.

## Géographie

### Localisation
Commune située au nord de Marmande.

### Communes limitrophes
Caubon-Saint-Sauveur est limitrophe de six autres communes dont l'une par un seul point.
Les communes limitrophes sont  Castelnau-sur-Gupie, Lévignac-de-Guyenne, Mauvezin-sur-Gupie, Monteton, Saint-Avit et Saint-Géraud.
| Saint-Géraud        | Lévignac-de-Guyenne  | Monteton (par un quadripoint) |
| Castelnau-sur-Gupie | Caubon-Saint-Sauveur | Saint-Avit                    |
|                     | Mauvezin-sur-Gupie   |                               |

### Climat
Pour des articles plus généraux, voir Climat de la Nouvelle-Aquitaine et Climat de Lot-et-Garonne.
Historiquement, la commune est exposée à un climat océanique aquitain.  
En 2020, Météo-France publie une typologie des climats de la France métropolitaine dans laquelle la commune est exposée à un climat océanique et est dans la région climatique Aquitaine, Gascogne, caractérisée par une pluviométrie abondante au printemps, modérée en automne, un faible ensoleillement au printemps, un été chaud (19,5 °C), des vents faibles, des brouillards fréquents en automne et en hiver et des orages fréquents en été (15 à 20 jours).
Pour la période 1971-2000, la température annuelle moyenne est de 13 °C, avec une amplitude thermique annuelle de 15,2 °C. Le cumul annuel moyen de précipitations est de 801 mm, avec 11,1 jours de précipitations en janvier et 6,5 jours en juillet. Pour la période 1991-2020, la température moyenne annuelle observée sur la station météorologique la plus proche, située sur la commune de Verteuil-d'Agenais à 23,67 km à vol d'oiseau, est de 13,8 °C et le cumul annuel moyen de précipitations est de 821,3 mm,. Pour l'avenir, les paramètres climatiques de la commune estimés pour 2050 selon différents scénarios d’émission de gaz à effet de serre sont consultables sur un site dédié publié par Météo-France en novembre 2022.

## Urbanisme

### Typologie
Au 1er janvier 2024, Caubon-Saint-Sauveur est catégorisée commune rurale à habitat très dispersé, selon la nouvelle grille communale de densité à sept niveaux définie par l'Insee en 2022.
Elle est située hors unité urbaine. Par ailleurs la commune fait partie de l'aire d'attraction de Marmande, dont elle est une commune de la couronne,. Cette aire, qui regroupe 48 communes, est catégorisée dans les aires de 50 000 à moins de 200 000 habitants,.

### Occupation des sols

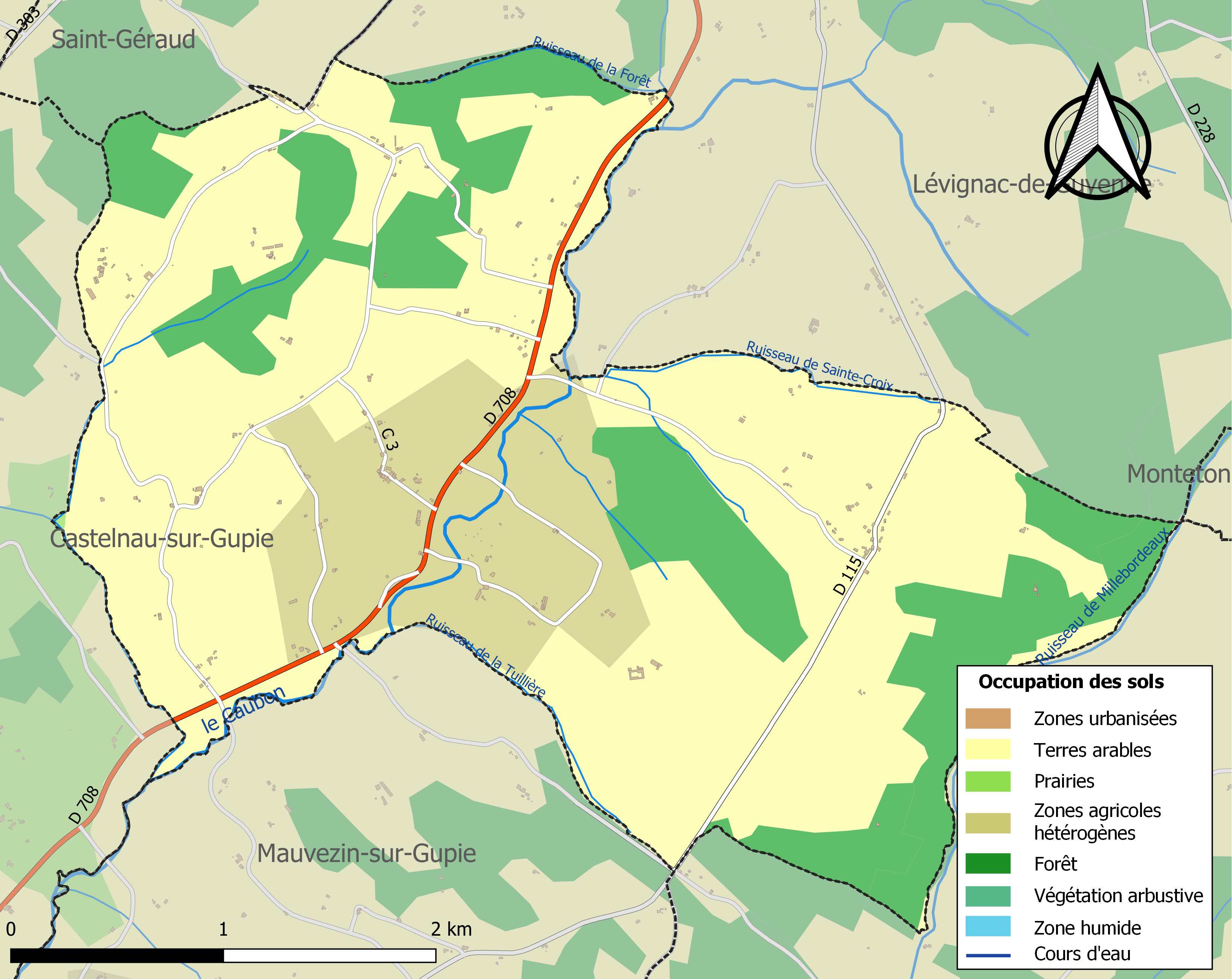
Carte des infrastructures et de l'occupation des sols de la commune en 2018 (CLC).

L'occupation des sols de la commune, telle qu'elle ressort de la base de données européenne d’occupation biophysique des sols Corine Land Cover (CLC), est marquée par l'importance des territoires agricoles (78,7 % en 2018), en diminution par rapport à 1990 (82,7 %). La répartition détaillée en 2018 est la suivante : 
terres arables (62,3 %), forêts (21,3 %), zones agricoles hétérogènes (16,4 %). L'évolution de l’occupation des sols de la commune et de ses infrastructures peut être observée sur les différentes représentations cartographiques du territoire : la carte de Cassini (XVIIIe siècle), la carte d'état-major (1820-1866) et les cartes ou photos aériennes de l'IGN pour la période actuelle (1950 à aujourd'hui).

### Risques majeurs
Le territoire de la commune de Caubon-Saint-Sauveur est vulnérable à différents aléas naturels : météorologiques (tempête, orage, neige, grand froid, canicule ou sécheresse), inondations, mouvements de terrains et séisme (sismicité très faible). Il est également exposé à un risque technologique, le transport de matières dangereuses. Un site publié par le BRGM permet d'évaluer simplement et rapidement les risques d'un bien localisé soit par son adresse soit par le numéro de sa parcelle.

#### Risques naturels
Certaines parties du territoire communal sont susceptibles d’être affectées par le risque d’inondation par une crue à  débordement lent de cours d'eau, notamment le Caubon. La commune a été reconnue en état de catastrophe naturelle au titre des dommages causés par les inondations et coulées de boue survenues en 1982, 1983, 1989, 1994, 1999, 2008 et 2009,.
Les mouvements de terrains susceptibles de se produire sur la commune sont des tassements différentiels.

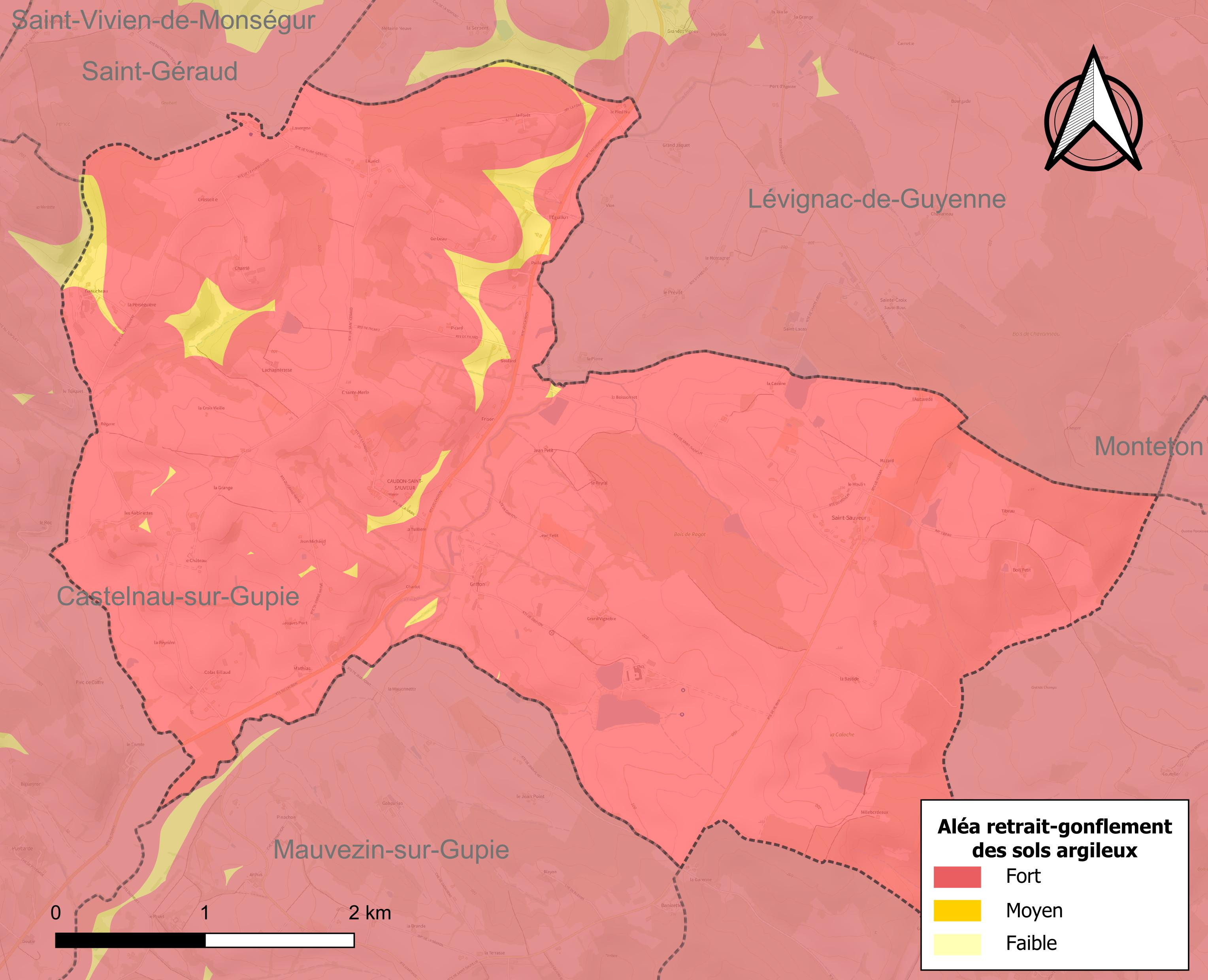
Carte des zones d'aléa retrait-gonflement des sols argileux de Caubon-Saint-Sauveur.

Le retrait-gonflement des sols argileux est susceptible d'engendrer des dommages importants aux bâtiments en cas d’alternance de périodes de sécheresse et de pluie. La totalité de la commune est en aléa moyen ou fort (91,8 % au niveau départemental et 48,5 % au niveau national). Depuis le 1er octobre 2020, en application de la loi ELAN, différentes contraintes s'imposent aux vendeurs, maîtres d'ouvrages ou constructeurs de biens situés dans une zone classée en aléa moyen ou fort,.
Concernant les mouvements de terrains, la commune a été reconnue en état de catastrophe naturelle au titre des dommages causés par la sécheresse en 2003 et 2011 et par des mouvements de terrain en 1999.

## Toponymie
Le nom de Caubon vient du latin calvus qui signifie « chauve ». Le lieu étant, pour le moins, assez arboré, il se peut que l'origine en soit un anthroponyme gallo-romain.
Le nom de Saint-Sauveur fait référence à la Transfiguration de Jésus-Christ.
En gascon, le nom de la commune est Caubon e Sent Sauvador.

## Histoire
Caubon et Saint-Sauveur formaient deux communes bien séparées. C'est en 1824 que les deux communes sont rattachées pour en donner une seule, Caubon-Saint-Sauveur.

## Politique et administration
| Période                                  | Période       | Identité                             | Étiquette | Qualité           |
| ---------------------------------------- | ------------- | ------------------------------------ | --------- | ----------------- |
| 1793                                     | 1794          | Jean Mausaire                        |           |                   |
| 1794                                     | 1796          | Bernard Boulin                       |           |                   |
| 1796                                     | 1797          | Mathieu Durand                       |           |                   |
| 1797                                     | 1798          | Jean Robert                          |           |                   |
| 1799                                     | 1802          | Bernard Boulin                       |           |                   |
| 1803                                     | 1812          | Saint Martin de Veyrans              |           |                   |
| 1813                                     | 1816          | Bernard Boulin                       |           |                   |
| 1816                                     | 1832          | Saint Martin de Veyrans              |           |                   |
| 1832                                     | 1846          | Jean Lachize                         |           |                   |
| 1846                                     | 1859          | Jean Casimir Saint Martin de Veyrans |           |                   |
| 1860                                     | 1863          | Louis Gustave Baritault              |           |                   |
| 1863                                     | 1870          | François Jamain                      |           |                   |
| 1870                                     | 1871          | Jean Prevot                          |           |                   |
| novembre 1870                            | décembre 1870 | Jean Valmy Dufour                    |           |                   |
| 1871                                     | 1876          | François Jamain                      |           |                   |
| mars 1871                                | avril 1871    | Emeric Boudin                        |           |                   |
| 1876                                     | 1878          | Jean Valmy Dufour                    |           |                   |
| 1878                                     | 1884          | Pierre Boudin                        |           |                   |
| 1884                                     | 1908          | Pierre Constantin                    |           |                   |
| 1908                                     | 1942          | Louis Boudin                         |           |                   |
| 1942                                     | 1944          | Théodule Rambaud                     |           |                   |
| 1944                                     | 1945          | Aurélien François Lespine            |           |                   |
| 1945                                     | 1953          | Jean Fernand Vaché                   |           |                   |
| 1953                                     | 1965          | Hector Gabarroche                    |           |                   |
| 1965                                     | 1983          | Jean Sola                            |           |                   |
| 1983                                     | 1989          | Simon Castevert                      |           |                   |
| 1989                                     | 1999          | Jean Boudin                          |           |                   |
| octobre 1999                             | mars 2014     | Albert Allegret                      |           | Agriculteur       |
| mars 2014                                | En cours      | Catherine Bernard                    |           | Chef d'entreprise |
| Les données manquantes sont à compléter. |               |                                      |           |                   |

## Démographie
Les habitants sont appelés les Caubonnais.

### Caubon seule avant la fusion des communes de 1824
| 1793 | 1800 | 1806 | 1821 |
| ---- | ---- | ---- | ---- |
| 324  | 367  | 181  | 418  |

### Saint-Sauveur seule jusqu'en 1821 puis Caubon-Saint-Sauveur
L'évolution du nombre d'habitants est connue à travers les recensements de la population effectués dans la commune depuis 1793. Pour les communes de moins de 10 000 habitants, une enquête de recensement portant sur toute la population est réalisée tous les cinq ans, les populations de référence des années intermédiaires étant quant à elles estimées par interpolation ou extrapolation. Pour la commune, le premier recensement exhaustif entrant dans le cadre du nouveau dispositif a été réalisé en 2008.

En 2022, la commune comptait 263 habitants, en évolution de +4,78 % par rapport à 2016 (Lot-et-Garonne : −0,18 %, France hors Mayotte : +2,11 %).
| 1793 | 1800 | 1806 | 1821 | 1831 | 1836 | 1841 | 1846 | 1851 |
| ---- | ---- | ---- | ---- | ---- | ---- | ---- | ---- | ---- |
| 194  | 175  | 411  | 217  | 630  | 621  | 606  | 561  | 554  |

| 1856 | 1861 | 1866 | 1872 | 1876 | 1881 | 1886 | 1891 | 1896 |
| ---- | ---- | ---- | ---- | ---- | ---- | ---- | ---- | ---- |
| 487  | 492  | 465  | 460  | 440  | 438  | 384  | 342  | 383  |

| 1901 | 1906 | 1911 | 1921 | 1926 | 1931 | 1936 | 1946 | 1954 |
| ---- | ---- | ---- | ---- | ---- | ---- | ---- | ---- | ---- |
| 369  | 369  | 364  | 299  | 305  | 273  | 286  | 272  | 273  |

| 1962 | 1968 | 1975 | 1982 | 1990 | 1999 | 2006 | 2008 | 2013 |
| ---- | ---- | ---- | ---- | ---- | ---- | ---- | ---- | ---- |
| 255  | 252  | 237  | 244  | 272  | 241  | 235  | 232  | 243  |

| 2018 | 2022 | - | - | - | - | - | - | - |
| ---- | ---- | - | - | - | - | - | - | - |
| 258  | 263  | - | - | - | - | - | - | - |

## Culture locale et patrimoine

### Lieux et monuments
La commune abrite deux églises, toutes deux de constructions assez sobres : 
- l'une dans le bourg, l'Église Sainte-Catherine de Caubon-Saint-Sauveur, dédiée à sainte Catherine d'Alexandrie, construite au XIIe siècle, mélange d'architecture romane et d'architecture gothique[29] ;
- l'autre dans l'est du territoire communal, l'église Saint-Sauveur de Caubon-Saint-Sauveur, au lieu-dit Saint-Sauveur et portant ce nom, construite au XIVe siècle, d'architecture romane[21].

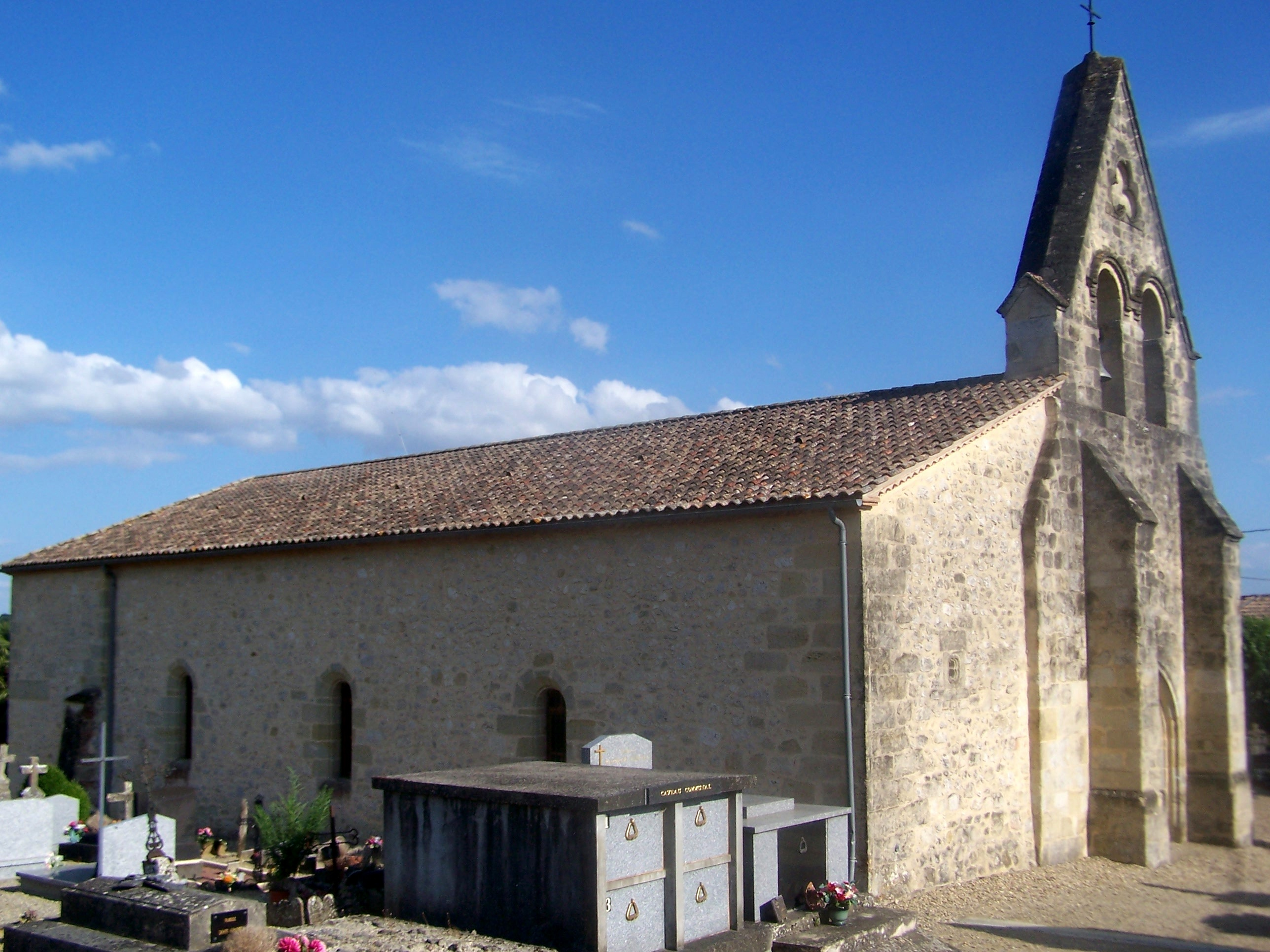
L'église Sainte-Catherine (juillet 2015).
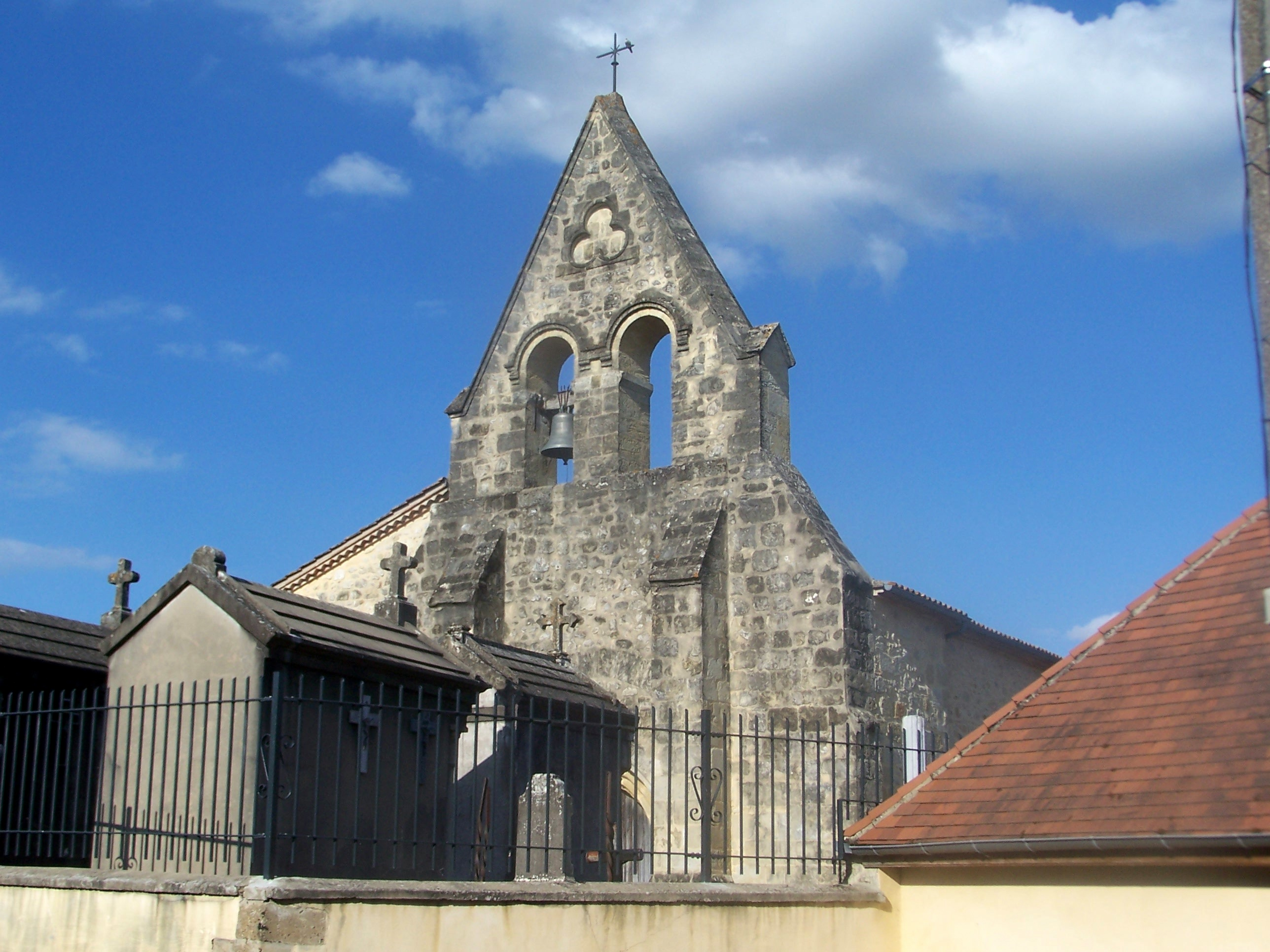
Vue extérieure de l'église Sainte-Catherine (juillet 2015).
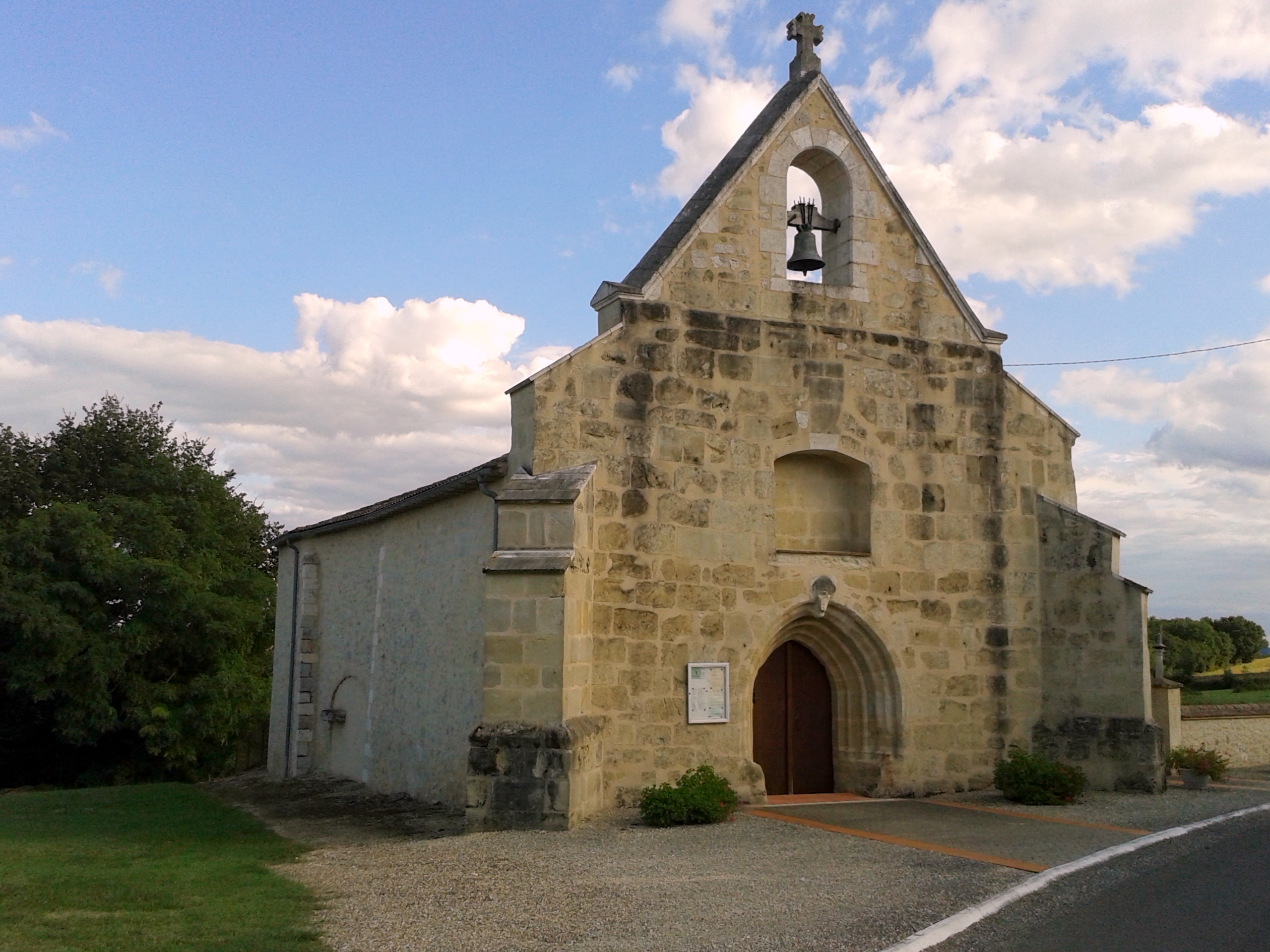
L'église Saint-Sauveur (août 2015).
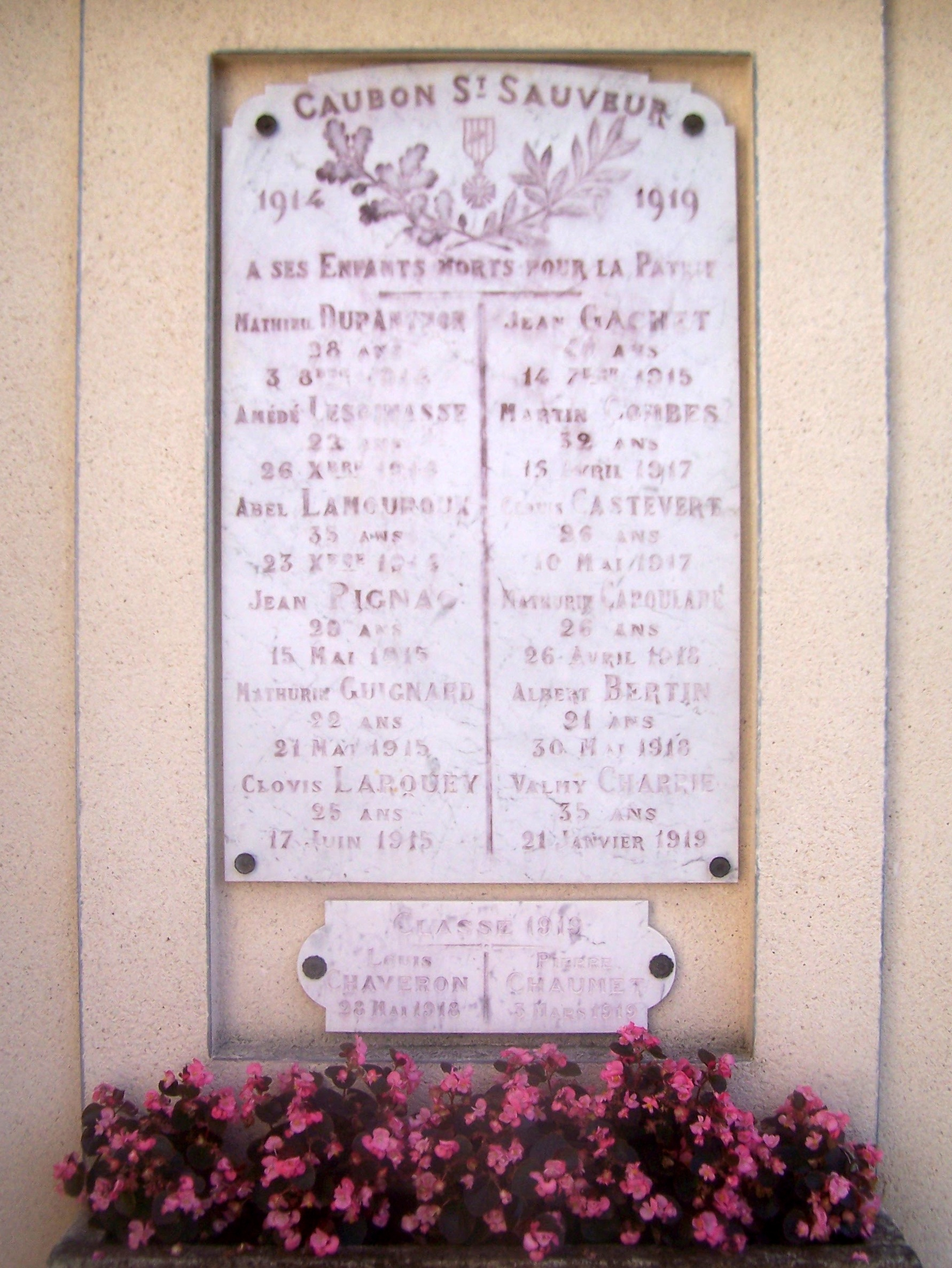
La stèle aux morts sur un mur de la mairie (juillet 2015).